# إيفلين بيريزين
إيفلين بيريزين (12 أبريل 1925- 8 ديسمبر 2018) هي مصممة كومبيوتر أمريكية، وقد أنجزت أول معالج كلمات يعمل في الحاسوب.

## النشأة والتعليم
ولدت بيرزين في شرق برونكس عام 1925 لأبوين يهود لاجئين من الإمبراطورية الروسية، والتحقت بمدرسة كريستوفر كولومبوس الثانوية. بدأت دراستها الجامعية في كلية هانتر في يناير 1941، إذ فضلت دراسة الاقتصاد عوضًا عن الفيزياء لأنها كانت موضوعًا مفضلًا للنساء حينئذ. وبعد أن بدأت الحرب العالمية الثانية، مكنتها الفرص الجديدة من دراسة الفيزياء من طريق منحة دراسية في جامعة نيويورك، إضافةً إلى فصول مجانية في كل من Hunter وBrooklyn Polytech خلال سنوات الحرب. في الوقت ذاته، عملت بدوام كامل خلال النهار بصفة مساعدة في قسم الريولوجيا بقسم الأبحاث في شركة الطباعة الدولية (IPI). وأيضًا ذهب إلى الجامعة للدراسة المسائية، وحصلت على شهادة البكالوريوس في الفيزياء عام 1946.

## الوظائف والمساهمات
عملت أيضًا على أنظمة التحكم بالكومبيوتر لحجوزات شركة الطيران. بدأت بيرزين العمل في الدراسات العليا في جامعة نيويورك، وحصت على الزمالة من هيئة الطاقة الذرية الأمريكية. في 1951 قُبلت في وظيفة مع شركة الحاسبات الإلكترونية بصفة رئيسة قسم التصميم المنطقي. كانت بيزين الوحيدة التي قامت بالتصميم المنطقي لأجهزة الكومبيوتر التي طورتها ECC. في عام 1957، بيعتECC  لشركة أندروود (المعروفة بشركة أندروود للآلات الكاتبة). وهناك، صممت عددًا من أجهزة الكومبيوتر التي كانت عامة جدًا في الهيكل، ولكنها فردية في تطبيق معين. كان من بينها نظام الجيش الأمريكي لحسابات المدى، ونظام للتحكم في توزيع المجلات، وما يعد الآن أول كومبيوتر مكتبي.
لم تتمكن شركة أندروود من مواصلة التطوير إلى ما بعد عام 1957، وذهبت بيرزين إلى شركة تسمى Teleregister (التي كانت سابقًا قسمًا من Western Union - الاتحاد الغربي).
باستخدام أجهزة الكمبيوتر ذات الأنابيب المفرغة والتبديل الكهروميكانيكي، بنت شركة Teleregister أحد أنظمة حجز شركات الطيران الأولى وهوthe Reservisor (الحاجز).
باستخدام تقنية الترانزستور المتوفرة حديثًا طورت بيرزين نظام حجز محوسبًا لشركةUnited airlines  (الخطوط الجوية المتحدة)، الذي كان أحد أكبر أنظمة الكومبيوتر وقتئذ، إذ كان يتحكم في 60 مدينة في نظام اتصالات يوفر وقت استجابة مدة ثانية واحدة. في أثناء العمل في Teleregister، طورت بيرزين أيضًا أول نظام مصرفي محوسب.
في عام 1968، خطرت لبيزرين فكرة معالج كلمات لتبسيط عمل السكرتارية، وفي عام 1969، أسست شركة Redactron Corporation، التي أصبحت شركة عامة وقدمت آلاف الأنظمة للعملاء في جميع أنحاء منظمة التسويق الدولية. كان المنتج الرئيسي للشركة يسمى «سكرتيرالبيانات»، وكان بحجم ثلاجة صغيرة, ولم تكن فيه شاشة، وكانت لوحة المفاتيح والطابعة هي من آلة كاتبة نوع IBM آلة كاتبة انتقائية. في 1970, على الرغم من استمرار السوق في قوته, فقد عانى الاقتصاد من تضخم خطير, ما أدى إلى زيادة أسعار الفائدة إلى 16%، وكان أمرًا لا يمكن تحمله بالنسبة لشركة مثل Redactron، التي تعمل في عالم تستأجر فيه المعدات. بيعت الشركة إلى شركة Burroughs Corporation في عام 1976, ودمجت في قسم المعدات المكتبية، وبقيت بيرزين حتى عام 1979. في عام 1980 شغلت بيرزين منصب رئيس شركة Greenhouse Management, والشريك العام لمجموعة رأس المال الاستثماري المخصصة لشركة التكنولوجيا المتقدمة في المراحل المبكرة. حصلت طوال حياتها المهنية على الدكتوراه الفخرية من جامعة أدلفي وجامعة إيسترن ميشيغان. عملت أيضًا في مجالس إدارة CIGNA وStandard Microsystems  وKoppers وDatapoint. عملت بيرزين في مجلس إدارة مؤسسة ستوني بروك بجامعة ستوني بروك ومختبر بروكهافن الوطني ومعهد بويس طومسون. أنشأت بيرزين مؤسسة Berezin-Wilenitz Endowment، التي ستعطي قيمة ممتلكاتها لتمويل إما كرسي أو أستاذ أو صندوق أبحاث في Stony Brook في أي مجال من مجالات العلوم كما هو مذكور في وصيتها. إضافةً إلى المنحة، مولت بيرزين وزوجها الراحل منحة سام وروز بيريزين الدراسية، وهي منحة دراسية كاملة تُمنح لطالب جامعي يخطط للدراسة في مجال العلوم أو الهندسة أو الرياضيات، تكريمًا لوالديها. وأيضًا أسست بيريزين وويلنيتز إسرائيل Wilenitz Endowment، ويوفر هذا أموالًا تقديرية لقسم اللغويات في جامعة ستوني بروك، حيث حصل ويلنيتز على درجة الماجستير.

## الحياة الشخصية
تزوجت بيريزين مدة 51 عامًا من إسرائيل ويلنيتز، مهندس كيميائي، ولد عام 1922 في لندن. توفي ويلنيتز في 20 فبراير 2003. توفيت بيرزين في 8 ديسمبر 2018، عن عمر يناهز 93 عامًا في أثناء علاجها من السرطان.

## الجوائز
2006 قاعة مشاهير تكنولوجيا لونغ آيلاند.
2006 Women Achiever's against the Odds Honoree لصندوق لونغ آيلاند للنساء والفتيات.
2011 المرأة في التكنولوجيا الدولية (WITI) قاعة الشهرة.
جائزة لونغ آيلاند للقيادة المتميزة.
أفضل 100 سيدة أعمال في الولايات المتحدة في مجلة بيزنس ويك.
دكتوراه فخرية من جامعة أديلفي.
دكتوراه فخرية من جامعة ميتشجن الشرقية.
في عام 2015، عينت زميلة في متحف تاريخ الكمبيوتر؛ لعملها المبكر في تصميم الكمبيوتر ونشاطها الريادي طوال حياتها.
أدخلت في قاعة مشاهير المخترعين الوطنيين في عام 2020.

## براءات الاختراع
جهاز نقل المعلومات.
معالج ملفات البيانات الإلكترونية.
نظام نقل المعلومات.
جهاز نقل البيانات عبر الإنترنت.
التجميع الكهربائي.
نظام معالجة البيانات.
جهاز حسابي.
آلة حاسبة إلكترونية مع سجل تخزين حركي لإعادة التدوير.
يعني التحكم مع تسجيل الاستشعار لآلة حاسبة إلكترونية.